# Leon Russom
Leon Russom (Little Rock, 6 dicembre 1941) è un attore statunitense.
È conosciuto soprattutto per le sue interpretazioni in soap opera e serie televisive.
È stato sposato con l'attrice Karen Grassle.

## Carriera
La carriera di Leon Russom iniziò verso la fine degli anni sessanta, quando ottenne il suo primo ruolo importante nella soap opera della CBS Sentieri. Tra il 1972 e il 1973 entrò nel cast di un'altra soap opera della CBS dal titolo Love is a Many Splendored Thing, in cui interpretò Joe Taylor. Russom fu il secondo attore a interpretare il ruolo di Willis Frame nella soap opera della NBC Destini, in cui reciterà per molti anni.
Le sue prime esperienze cinematografiche includono la partecipazione a The Trial of the Catonsville Nine e al film tratto dal omonimo romanzo breve di Stephen King, Unico indizio la luna piena. Partecipò anche a Missione Impossibile come Sam Evans.
Leon Russom ha fatto parte per due volte dell'universo di Star Trek: ha partecipato a un episodio della serie televisiva Star Trek: Deep Space Nine ed è apparso nel film Rotta verso l'ignoto.
Le interpretazioni più recenti dell'attore includono soprattutto serie televisive e film drammatici. Appare in molte serie televisive tra gli anni novanta e i primi anni 2000 tra le quali vanno citate Avvocati a Los Angeles, Jericho, Cold Case, Law & Order - I due volti della giustizia, JAG - Avvocati in divisa, New York Police Department, John Doe, X-Files e Dark Skies - Oscure presenze. Ha avuto anche un piccolo ruolo nella commedia Il grande Lebowski
Nel 1991 ottenne una candidatura all'Emmy Award nella categoria Outstanding Supporting Actor in a Miniseries or Special, per la sua interpretazione nel film TV Long Road Home, nel ruolo di Titus Wardlow, il protagonista della storia.
Nel 2006 ha ottenuto un ruolo importante nella serie televisiva Prison Break, in cui interpreta il generale Jonathan Krantz, capo della Compagnia. Inizialmente il suo personaggio si limitava ad apparizioni sporadiche. Dalla terza stagione assunse maggiore importanza, fino a diventare l'antagonista principale.
Il Generale appare anche nei due episodi speciali di Prison Break: The Final Break.
Nel 2010 ha recitato nel film Il Grinta, remake dell'omonimo film del 1969, nel ruolo dello sceriffo.

## Filmografia

### Cinema
- The Trial of the Catonsville Nine, regia di Gordon Davidson (1972)
- Unico indizio la luna piena (Silver Bullet), regia di Dan Attias (1985)
- Hotshot, regia di Rick King (1986)
- Senza via di scampo (No Way Out), regia di Roger Donaldson (1987)
- Il salvataggio (The Rescue), regia di Ferdinand Fairfax (1988)
- Pazzie di gioventù (Fresh Horses), regia di David Anspaugh (1988)
- Dice lui, dice lei (He Said, She Said), regia di Ken Kwapis e Marisa Silver (1991)
- Rotta verso l'ignoto (Star Trek VI: The Undiscovered Country), regia di Nicholas Meyer (1991)
- Le avventure di Huck Finn (The Adventures of Huck Finn), regia di Stephen Sommers (1993)
- Double Dragon, regia di James Yukich (1994)
- Goldilocks and the Three Bears, regia di Brent Loefke (1995)
- Le ragioni del cuore (Reasons of the Heart), regia di Rick Jacobson (1996)
- The Phantom, regia di Simon Wincer (1996)
- Il grande Lebowski (The Big Lebowski), regia di Joel Coen (1998)
- A Visit from the Sergeant Major with Unintended Consequences, regia di Don Hannah (2000)
- Men of Honor - L'onore degli uomini (Men of Honor), regia di George Tillman Jr. (2000)
- Behind Enemy Lines - Dietro le linee nemiche (Behind Enemy Lines), regia di John Moore (2001)
- Buttleman, regia di Francis Stokes (2002)
- Il Grinta (True Grit), regia di Joel ed Ethan Coen (2010)
- Fuzz Track City, regia di Steve Hicks (2010)
- A Quiet Place - Un posto tranquillo (A Quiet Place), regia di John Krasinski (2018)

### Televisione
- You Are There – serie TV, episodio 1x21 (1953)
- N.Y.P.D. – serie TV, episodio 2x02 (1968)
- Sentieri (The Guiding Light) – serial TV (1969)
- Missione Impossibile (Mission: Impossible) – serie TV, episodio 6x06 (1971)
- Love is a Many Splendored Thing – serial TV, 2 puntate (1972-1973)
- Gli emigranti (The Migrants), regia di Tom Gries – film TV (1974)
- Get Christie Love! – serie TV, episodio 1x10 (1974)
- Judgment: The Court Martial of Lieutenant William Calley, regia di Stanley Kramer – film TV (1975)
- Kojak – serie TV, episodio 2x18 (1975)
- Destini (Another World) – serial TV, 5 puntate (1976-1979)
- La valle dei pini (All My Children) – serial TV, 1 puntata (1983)
- Aspettando il domani (Search for Tomorrow) – serial TV, 1 puntata (1985)
- Un salto nel buio (Tales from the Darkside) - serie TV, episodio 2x23 (1986)
- Spenser (Spenser: For Hire) – serie TV, episodi 1x12-2x07 (1986)
- Jack, investigatore privato (Private Eye) – serie TV, episodio 1x10 (1987)
- Un giustiziere a New York (The Equalizer) – serie TV, episodi 2x17-3x15 (1987-1988)
- Down Delaware Road, regia di David Hemmings – film TV (1988)
- L'ostaggio (Hostage), regia di Peter Levin – film TV (1988)
- TV 101 – serie TV, 13 episodi (1988-1989)
- Benvenuto sulla terra (Hard Time on Planet Earth) – serie TV, episodio 1x13 (1989)
- Project: Tinman, regia di  Karen Arthur – film TV (1990)
- I quattro della scuola di polizia (21 Jump Street) – serie TV, episodio 5x07 (1990)
- Tagget, regia di Richard T. Heffron – film TV (1991)
- Il lungo viaggio verso casa (Long Road Home), regia di John Korty – film TV (1991)
- Due come noi (Jake and the Fatman) – serie TV, episodio 5x08 (1991)
- Ragionevoli dubbi (Reasonable Doubts) – serie TV, episodio 1x14 (1992)
- Volo 232 - Atterraggio di emergenza (Crash Landing: The Rescue of Flight 232), regia di Lamont Johnson – film TV (1992)
- A Private Matter, regia di Joan Micklin Silver – film TV (1992)
- Matlock – serie TV, episodi 6x19-6x20-7x18 (1992-1993)
- Raven – serie TV, episodio 2x11 (1993)
- Identità scomparsa (The Disappearance of Nora), regia di Joyce Chopra – film TV (1993)
- Law & Order - I due volti della giustizia (Law & Order) – serie TV, episodio 3x22 (1993)
- X-Files (The X-Files) – serie TV, episodi 1x01-7x22 (1993-2000)
- L.A. Law - Avvocati a Los Angeles (L.A. Law) – serie TV, episodio 8x03 (1993)
- Space Rangers – serie TV, episodio 1x06 (1994)
- Star Trek: Deep Space Nine – serie TV, episodio 3x21 (1995)
- La signora in giallo (Murder, She Wrote) – serie TV, episodio 11x21 (1995)
- NYPD - New York Police Department (NYPD Blue) – serie TV, episodi 3x07-12x01 (1995-2004)
- Seinfeld – serie TV, episodio 7x05 (1995)
- Maledetta fortuna (Strange Luck) – serie TV, episodio 1x12 (1995)
- False testimonianze (Innocent Victims), regia di Gilbert Cates – film TV (1996)
- Un filo nel passato (Nowhere Man) – serie TV, episodio 1x15 (1996)
- Lazarus Man (The Lazarus Man) – serie TV, episodio 1x10 (1996)
- Il cliente (The Client) – serie TV, episodio 1x19 (1996)
- Dark Skies - Oscure presenze (Dark Skies) – serie TV, episodio 1x03 (1996)
- Sentinel (The Sentinel) – serie TV, episodio 2x05 (1996)
- Jarod il camaleonte (The Pretender) – serie TV, episodio 1x13 (1997)
- JAG - Avvocati in divisa (JAG) – serie TV, episodi 2x02-2x07-8x08 (1997-2002)
- I magnifici sette (The Magnificent Seven) – serie TV, episodio 1x04 (1998)
- A Wing and a Prayer, regia di Paul Wendkos – film TV (1998)
- Port Charles – serial TV, 6 episodi (1998)
- Nash Bridges – serie TV, episodio 4x15 (1999)
- Strange World – serie TV, episodio 1x04 (1999)
- Profiler - Intuizioni mortali (Profiler) – serie TV, episodio 4x04 (1999)
- Da un giorno all'altro (Any Day Now) – serie TV, episodio 2x13 (1999)
- L'occhio gelido del testimone (Witness Protection), regia di Richard Pierce – film TV (1999)
- Un detective in corsia (Diagnosis: Murder) – serie TV, episodio 7x11 (1999)
- The Practice - Professione avvocati (The Practice) – serie TV, episodi 4x19-4x20 (2000)
- Crossing Jordan – serie TV, episodio 1x03 (2001)
- In tribunale con Lynn (Family Law) – serie TV, episodio 3x14 (2002)
- West Wing - Tutti gli uomini del Presidente (The West Wing) – serie TV, episodio 3x19 (2002)
- John Doe – serie TV, episodio 1x08 (2002)
- Dragnet – serie TV, episodio 1x01 (2003)
- Becker – serie TV, episodio 5x20 (2003)
- 10-8: Officers on Duty – serie TV, episodio 1x12 (2004)
- NCIS - Unità anticrimine (NCIS) – serie TV, episodio 1x18 (2004)
- Codice Matrix (Threat Matrix) – serie TV, episodio 1x16 (2004)
- Alias – serie TV, episodio 5x01 (2005)
- Jericho – serie TV, episodio 1x01 (2006)
- Cold Case - Delitti irrisolti (Cold Case) – serie TV, episodio 4x10 (2006)
- Smith – serie TV, episodi 1x02-1x07 (2006-2007)
- Prison Break – serie TV, 30 episodi (2006-2009)
- Boston Legal  – serie TV, episodio 3x22 (2007)
- Bones – serie TV, episodio 3x08 (2007)
- Chase – serie TV, episodio 1x08 (2010)
- Eagleheart – serie TV, episodi 3x02-3x03-3x04 (2013)
- Chosen – serie TV, episodio 3x05 (2014)
- Shameless – serie TV, episodio 10x02 (2019)

## Doppiatori italiani
Nelle versioni in italiano delle opere in cui ha recitato, Leon Russom è stato doppiato da:
- Franco Zucca in Volo 232 - Atterraggio di emergenza, Shameless
- Renato Cortesi in NCIS - Unità anticrimine, Cold Case - Delitti irrisolti
- Sergio Tedesco in Prison Break, Bones
- Sergio Di Stefano in Unico indizio la luna piena
- Luciano Roffi in Rotta verso l'ignoto
- Paolo Buglioni in Law & Order - I due volti della giustizia
- Stefano De Sando in Double Dragon
- Giulio Platone in X-Files (ep. 1x01)
- Vittorio Di Prima in X-Files (ep. 7x22)
- Michele Kalamera in Star Trek: Deep Space Nine
- Ambrogio Colombo ne Il grande Lebowski
- Massimo Milazzo in West Wing - Tutti gli uomini del Presidente
- Mauro Bosco in Alias
- Giorgio Lopez ne Il Grinta